# Ochiobryum
Ochiobryum là một chi rêu trong họ Bryaceae.